# 拉格朗日中值定理
拉格朗日中值定理，也簡稱均值定理，是以法国数学家约瑟夫·拉格朗日命名，為罗尔中值定理的推广，同时也是柯西中值定理的特殊情形。拉格朗日中值定理也叫做有限增量定理。

## 内容

### 文字叙述
如果函数{\displaystyle f(x)}满足：
1. 在闭区间{\displaystyle [a,b]}上连续;
2. 在开区间{\displaystyle (a,b)}内可微分;

则{\displaystyle \exists \xi ,\;a<\xi <b}，使{\displaystyle f'(\xi )={\frac {f(b)-f(a)}{b-a}}}。

## 证明

拉格朗日中值定理的几何意义：函數在點處的切線，平行於和兩點之間的連線。

令{\displaystyle g(x)={\frac {f(b)-f(a)}{b-a}}\cdot (x-a)+f(a)-f(x)}。那么

1. {\displaystyle g}在{\displaystyle [a,b]}上连续，
2. {\displaystyle g}在{\displaystyle (a,b)}上可微（导），
3. {\displaystyle g(a)=g(b)=0}。由罗尔定理，存在至少一点{\displaystyle \xi \in (a,b)}，使得{\displaystyle g'(\xi )=0}。即{\displaystyle f'(\xi )={\frac {f(b)-f(a)}{b-a}}}。

## 其他形式
1.{\displaystyle f(b)-f(a)=f^{\prime }(a+\theta (b-a))(b-a),0<\theta <1};
2. {\displaystyle f(a+h)-f(a)=f^{\prime }(a+\theta h)h,0<\theta <1}.
或
{\displaystyle f(x+\Delta x)-f(x)=f^{\prime }(x+\theta \Delta x)\Delta x,0<\theta <1}.

## 另请参见
- 中值定理